# USS Nautilus (SSN-571)
USS Nautilus (SSN-571) là tàu ngầm năng lượng hạt nhân đầu tiên đi vào hoạt động trên thế giới, và là tàu ngầm hạt nhân đầu tiên thực hiện hải trình tới Bắc Cực trong trạng thái lặn trên toàn bộ hải trình vào ngày 3/8/1958. Sĩ quan đầu tiên chỉ huy tàu là Eugene Parks "Dennis" Wilkinson, được biết đến như là người đã đặt ra các quy tắc cho tàu ngầm hạt nhân Mỹ hiện nay.
Được đặt cùng tên với tàu ngầm Nautilus của thuyền trưởng Nemo trong tiểu thuyết giả tưởng Hai vạn dạm dưới đáy biển của nhà văn Jules Verne và tàu ngầm USS Nautilus (SS-168) của Hải quân Mỹ phục vụ trong chiến tranh thế giới 2,, tàu ngầm hạt nhân Nautilus được lên kế hoạch chế tạo vào năm 1951. Việc chế tạo tàu ngầm bắt đầu từ năm 1952, và hạ thủy vào tháng 1/1954, có sự tham gia của Mamie Eisenhower, Đệ Nhất Phu nhân Hoa Kỳ, vợ của Tổng thống Mỹ Dwight D. Eisenhower; nó đi vào hoạt động trong biên chế của Hải quân Mỹ vào tháng 9 năm sau. Nautilus được chuyển giao cho Hải quân Mỹ vào năm 1955.
Nhờ có động cơ hoạt động bằng năng lượng hạt nhân, tàu ngầm USS Nautilus có khả năng lặn lâu hơn các tàu ngầm diesel-điện, nó đã phá nhiều kỷ lục ngay trong những năm đầu đưa vào hoạt động và đã thực hiện nhiều chuyến hải trình xa hơn giới hạn mà bất kỳ tàu ngầm nào trước đó có thể thực hiện được. Tuy nhiên, quá trình vận hành cho thấy nó vẫn còn nhiều hạn chế trong thiết kế và cấu trúc. Những hạn chế này đã được giải quyết dần trong những lớp tàu ngầm được chế tạo sau đó.
Nautilus được loại biên vào năm 1980 và được chỉ định là Di tích lịch sử cấp quốc gia vào năm 1982. Tàu đóng vai trò như một con tàu bảo tàng tại Submarine Force Library and Museum, Groton, Connecticut, tại đây nó đã đón tiếp khoảng 250.000 khách viếng thăm hàng năm.

## Kế hoạch đóng tàu ngầm Nautilus

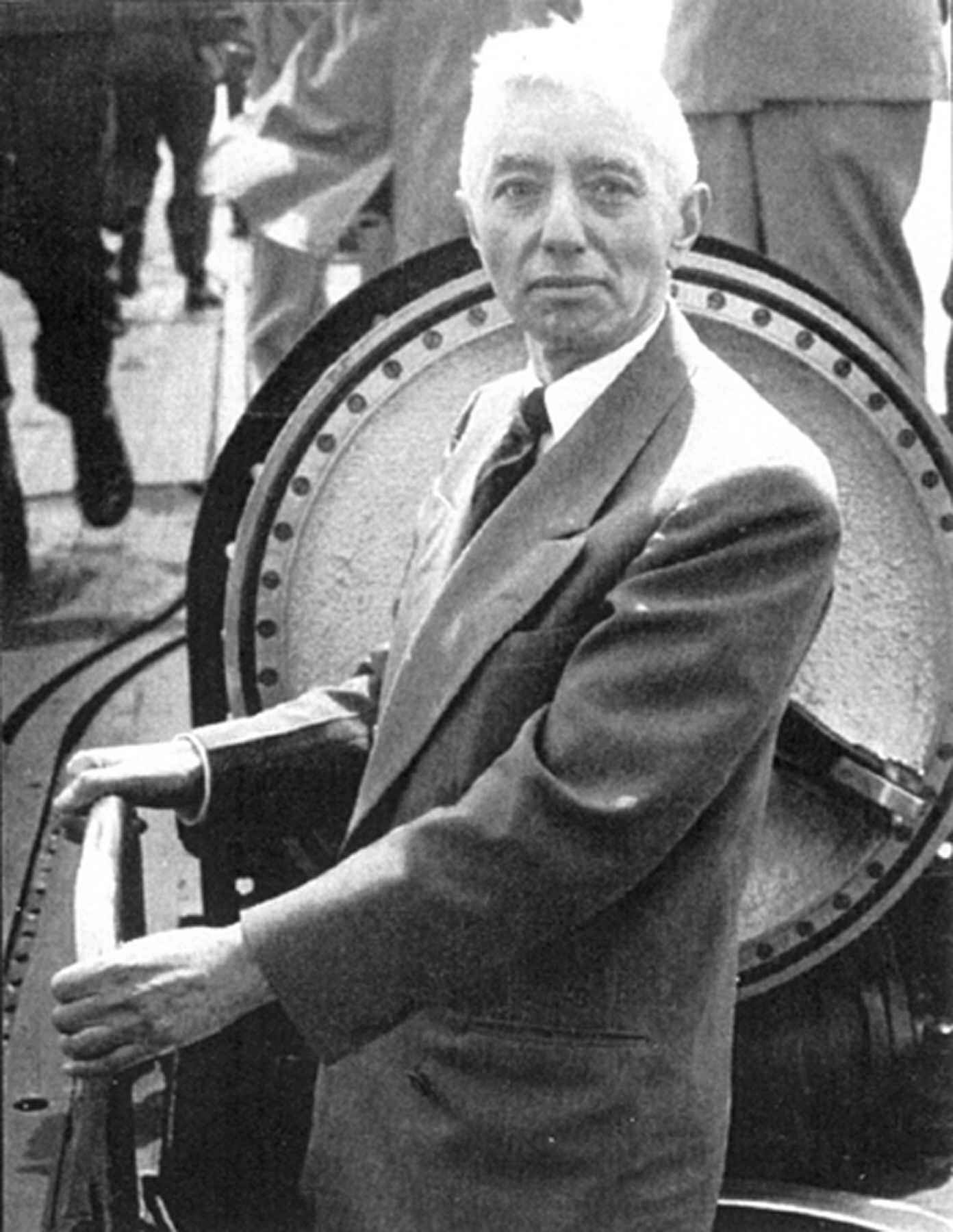
Đô đốc Hyman G. Rickover trên boong tàu ngầm Nautilus

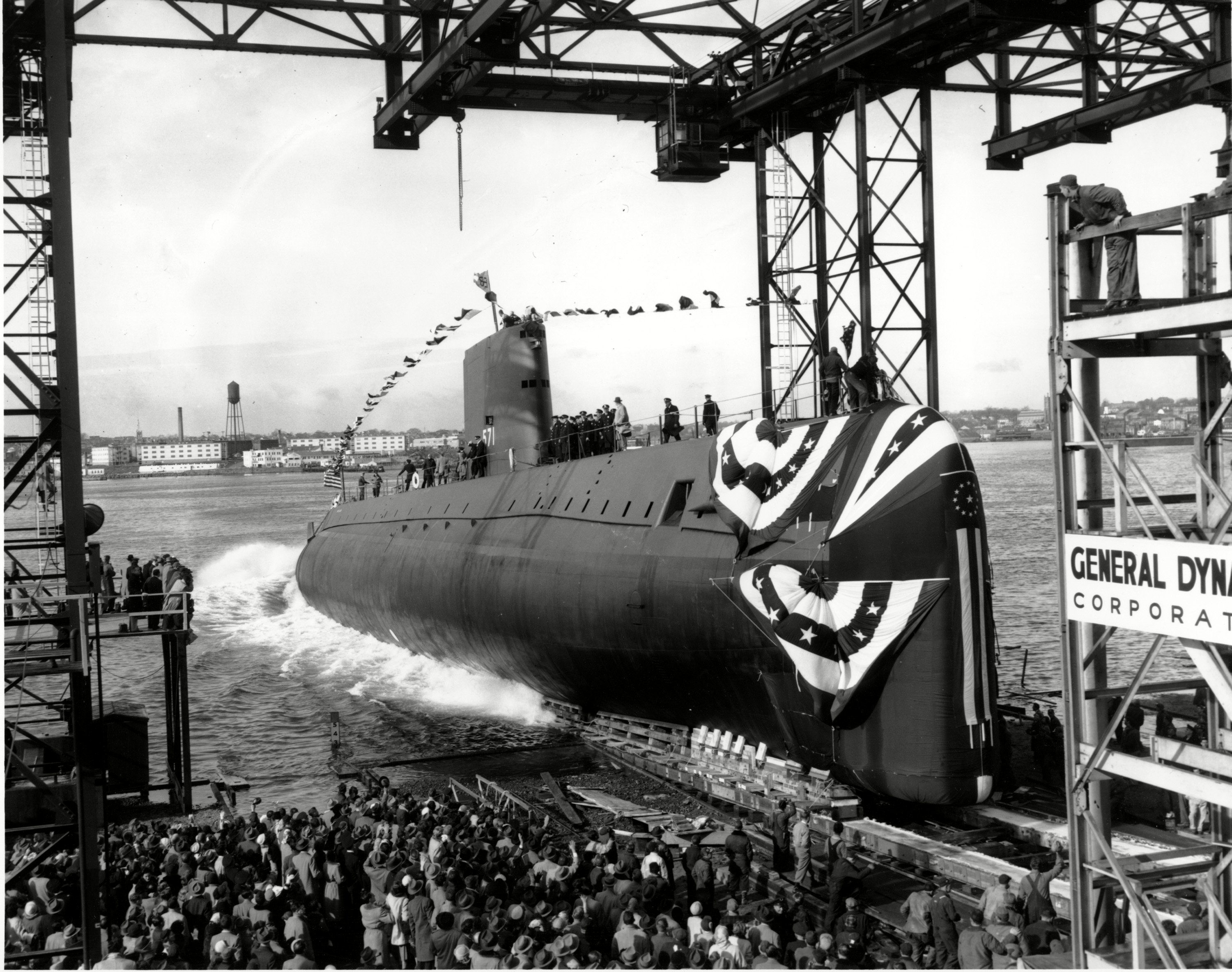
Hạ thủy tàu ngầm Nautilus

Công việc thiết kế chiếc tàu ngầm hạt nhân đầu tiên của Hải quân Mỹ đã được bắt đầu vào tháng 3/1950 trong dự án SCB 64. Vào tháng 7/1951, Quốc hội Mỹ bật đèn xanh cho việc chế tạo tàu ngầm hạt nhân cho Hải quân Mỹ, kế hoạch phát triển được giao cho Thuyền trưởng (về sau là Đô đốc) Hyman G. Rickover, USN, người được coi là Cha đẻ của "hạm đội tàu hạt nhân Hải quân Mỹ" 12/12/1951, US Department of the Navy thông báo đặt tên cho tàu ngầm là Nautilus, khiến nó trở thành chiếc tàu ngầm thứ 4 của Hải quân Mỹ được đặt tên là Nautilus. Chiếc tàu sẽ mang số hiệu khung SSN-571. Nó được thừa hưởng thành tựu trong chương trình nâng cấp Greater Underwater Propulsion Power (GUPPY) của Hải quân Mỹ cho các tàu ngầm lớp Gato, Balao và Tench.

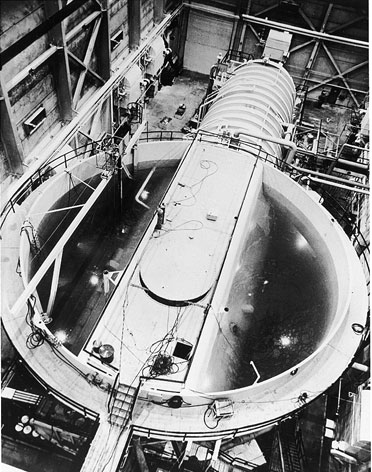
Nguyên mẫu của lò phản ứng của Nautilus tại cơ sở S1W, Idaho

Tàu ngầm Nautilus được đặt lườn tại nhà máy đóng tàu của General Dynamics tại Groton, Connecticut, bởi Harry S. Truman vào ngày 14/6/1952. Nó được đặt tên và hạ thủy ngày 21/1/1954, và được hạ thủy tại sông Thames (Conecticut), dưới sự bảo hộ của Mamie Eisenhower-phu nhân Tổng thống Mỹ Dwight D. Eisenhower. Nautilus được đưa vào biên chế vào ngày 30/9/1954, thuyền trưởng là Eugene P. Wilkinson.
Nautilus sử dụng năng lượng lấy từ lò phản ứng nhiệt hạch (Submarine Thermal Reactor (STR), sau này còn gọi là S2W reactor), áp lực nước được chế tạo riêng cho Hải quân Mỹ bởi Westinghouse Electric Corporation. Bettis Atomic Power Laboratory, một phòng thí nghiệm của Westinghouse đảm nhận phát triển thiết kế lò phản ứng cơ bản sử dụng trên tàu Nautilus. Tàu ngầm năng lượng hạt nhân có lợi thế hơn so với tàu ngầm thông thường bởi vì nó không cần không khí, không phát thải, do vậy tàu ngầm năng lượng hạt nhân ở dưới nước trong thời gian dài mà không cần nổi lên như tàu ngầm diesel điện. Thiết kế này là cơ sở cho gần như tất cả các tàu ngầm và tàu nổi chạy bằng năng lượng hạt nhân của Hải quân Mỹ, và cũng được triển khai trên tàu ngầm của các nước khác. Phiên bản thử nghiệm của lò phản ứng (cho tàu ngầm Nautilus) được chế tạo và thử nghiệm tại Phòng thí nghiệm Quốc gia Argonne, Idaho vào năm 1953.

## "Underway on nuclear power"
Sau khi được đưa vào biên chế, Nautilus vẫn còn ở cảng nhà để tiếp tục thử nghiệm. Ngày 10/5, con tàu bắt đầu chuyến chay thử nghiệm trên biển, về phía nam. Con tàu đã ở trong trạng thái lặn trong suốt hành trình dài 1.100 hải lý (2.000 km; 1.300 mi) từ New London đến San Juan, Puerto Rico trong chưa đầy 90 giờ đồng hồ. Vào thời điểm đó, đây là hành trình trong trạng thái lặn dài kỷ lục mà vẫn duy trì tốc độ tối đa (trong ít nhất 1 giờ đồng hồ) của tàu ngầm được ghi nhận.

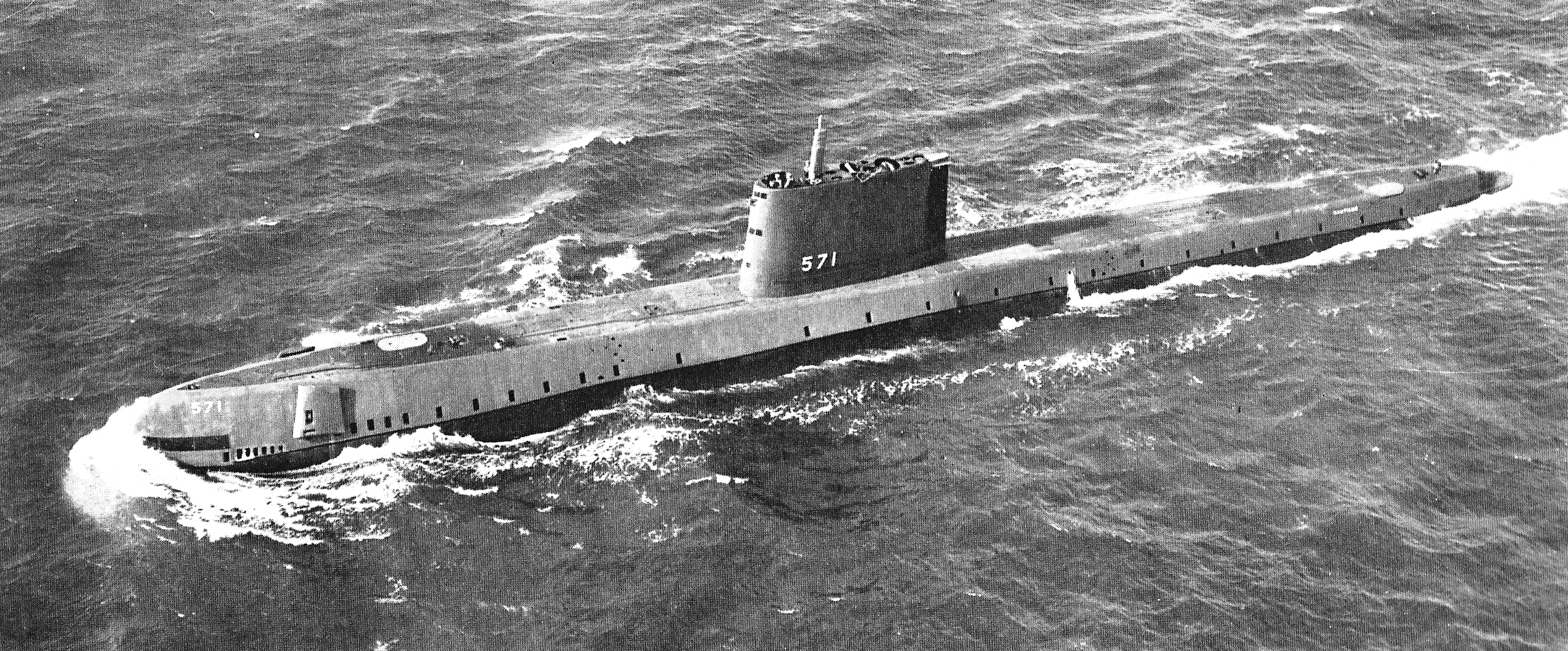
USS Nautilus trong chuyến hải trình đầu tiên, 20/1/1955

Từ năm 1955 đến năm 1957, tàu ngầm SSN-571 Nautilus tiếp tục được sử dụng để nghiên cứu các tác động của việc tăng tốc độ di chuyển khi lặn và độ bền. Những cải tiến trên tàu ngầm đã khiến những kỹ thuật chống tàu ngầm trong Thế chiến II hầu như trở nên lỗi thời. Radar và máy bay tuần tra chống ngầm, vốn tỏ ra rất hiệu quả trong chiến tranh, giờ đây đã tỏ ra không hiệu quả trước tàu ngầm có khả năng di chuyển nhanh và lặn trong thời gian dài dưới mặt nước.
Ngày 4/2/1957, tổng quãng đường di chuyển của tàu ngầm Nautilus đã đạt 60.000 dặm biển (110.000 km; 69.000 mi), giống như con tàu ngầm Nautilus trong tiểu thuyết của Jules Verne.

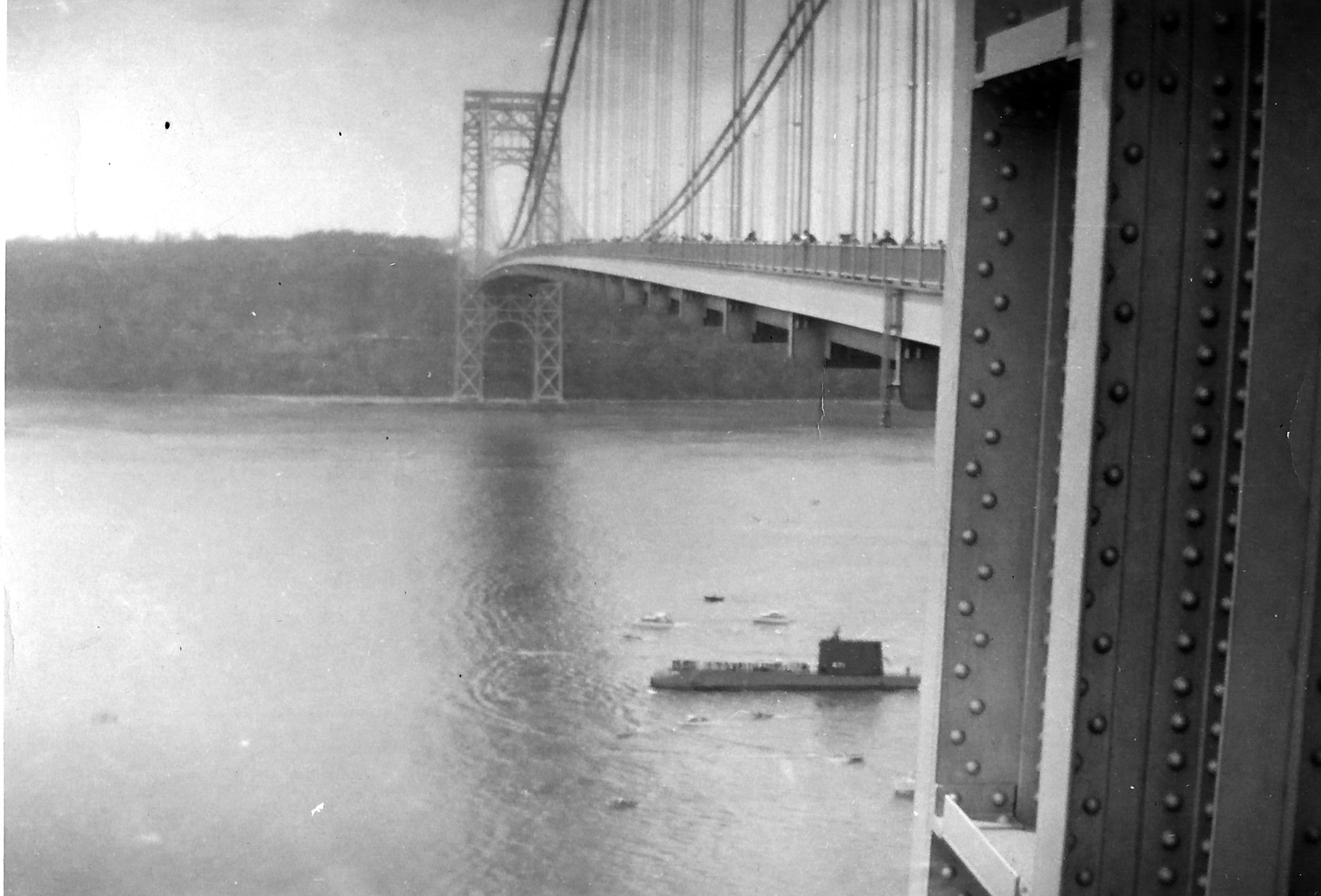
Nautilus đi qua cầu Cầu George Washington trong chuyến thăm New York Harbor vào năm 1956

Ngày 21/7, tàu ngầm Nautilus quay trở lại cảng nhà tại New London, Connecticut, ngày 19/8 nó rời cảng để thực hiện chuyến hải trình đi dưới lớp băng ở Bắc Cực kéo dài 1.200 hải lý (2.200 km; 1.400 mi). Sau đó, nó di chuyển tới Đông Đại Tây Dương để tham gia tập trận trong Operation Strikeback cùng với NATOvà viếng thăm Pháp và Anh. Nautilus quay trở về New London vào ngày 28/10, được bảo dưỡng, và sau đó tiến hành các hoạt động ven biển cho đến mùa xuân.

### Operation Sunshine
Nhằm phản ứng với mối đe dọa của ICBM sau khi Liên Xô phóng thành công vệ tinh Sputnik, Tổng thống Mỹ Eisenhower đã ra lệnh cho Hải quân Mỹ thực hiện nhiệm vụ cho tàu ngầm tuần tra qua Bắc Cực nhằm cụ thể hóa khả năng đáp trả Liên Xô bằng tên lửa đạn đạo phóng từ tàu ngầm. Ngày 25/4/1958, tàu ngầm Nautilus di chuyển về bờ biển phía Tây, chỉ huy tàu là thuyền trưởng William R. Anderson. Sau khi dừng chân tại San Diego, San Francisco, và Seattle, ngày 9/6, USS Nautilus bắt đầu chuyến hải trình lịch sử-thực hiện chuyến thám hiểm dưới lớp băng Bắc Cực. Tên của chiến dịch này là "Operation Sunshine". Ngày 19/6, USS Nautilus đã đi vào vùng biển Chukchi nhưng không buộc phải quay lại do các tảng băng trôi trong vùng biển nông. Ngày 28/6, nó cập bến Trân Châu Cảng và đợi cho đến khi băng tan.
Ngày 23/7, điều kiện băng đã tốt hơn, và USS Nautilus di chuyển lên phía Bắc. Nó di chuyển trong trạng thái lặn ở vùng biển Barrow Sea Valley vào ngày 1/8 và 3/8 23:15 EDT, khiến nó trở thành tàu ngầm đầu tiên đi tới Cực Bắc địa lý. USS Nautilus có khả năng định hướng ở các vĩ độ cao mà không cần nổi lên mặt nước nhờ có hệ thống dẫn đường quán tính N6A-1 của North American Aviation, là một phiên bản dùng trên tàu ngầm của máy tính dẫn đường N6A sử dụng trên tên lửa hành trình SM-64 Navaho. Hệ thống dẫn đường quán tính này được lắp đặt trên Nautilus và Skate sau khi thử nghiệm trên tàu ngầm USS Compass Island vào năm 1957. Từ Bắc Cực, USS Nautilus tiếp tục di chuyển quãng đường 1.590 hải lý (2.940 km; 1.830 mi) bên dưới lớp băng trong 96 giờ đồng hồ, nổi lên mặt nước tại khu vực Đông Bắc của Greenland. Qua đó nó đã thực hiện thành công chuyến thám hiểm đầu tiên dưới lớp băng Bắc Cực, và cũng là tàu ngầm đầu tiên thực hiện được điều này. Các chi tiết dữ liệu khoa học trong hải trình của con tàu được lên kế hoạch từ trước đó bởi Naval Electronics Laboratory bao gồm cả Tiến sĩ Waldo Lyon, người cũng ở trên tàu cùng với thủy thủ đoàn, đóng vai trò cố vấn.

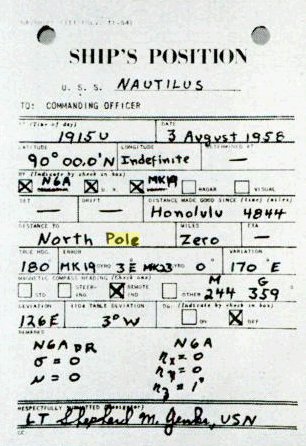
Bản báo cáo của hoa tiêu ghi vị trí của tàu ngầm Nautilus, 90°Bắc, 19:15U, ngày 3/8/1958, khoảng cách tới Bắc cực bằng zero (0).

Việc điều hướng bên dưới lớp băng bắc cực rất khó khăn. Ở vĩ độ trên 85° Bắc, cả la bàn từ và la bàn con quay hồi chuyển đều trở nên không chính xác. Một la bàn con quay hồi chuyển đặc biệt được thiết kế bởi Sperry Rand đã được lắp đặt ngay trước khi con tàu thực hiện chuyến đi tới Bắc Cực. Có nguy cơ tàu ngầm bị mất phương hướng bên dưới lớp băng và thủy thủ đoàn sẽ phải chơi trò "cò quay kinh độ". Thuyền trưởng Anderson đã cân nhắc tới sử dụng ngư lôi để thổi tung lớp băng, tạo một lỗ cho tàu nổi lên khi cần thiết.
Phần khó khăn nhất của cuộc hành trình là ở eo biển Bering. Băng kéo dài tới 60 foot (18 m) bên dưới mặt nước biển. Trong lần vượt qua eo biển Bering lần đầu tiên, con tàu đã không thể vượt qua do không đủ chỗ trống giữa băng và đáy biển. Ở lần thứ hai, tàu đã vượt qua thành công eo biển Bering, con tàu đã vượt qua eo biển qua một kênh dẫn ngầm gần Alaska (đây không phải là lựa chọn tối ưu, do tàu ngầm muốn tránh khỏi việc bị phát hiện).
Chuyến hải trình bên dưới lớp băng của một tàu ngầm hạt nhân là một thành công lớn của Mỹ vì Liên Xô khi đó đã phóng thành công Sputnik, nhưng Liên Xô chưa phát triển thành công tàu ngầm hạt nhân có khả năng tương tự. Trong bài phát biểu về chuyến hải trình thành công của Nautilus, Tổng thống Mỹ đã cho rằng các tàu ngầm hạt nhân chở hàng có thể sử dụng tuyến đường qua Bắc cực làm tuyến vận chuyển thương mại.
Trong khi tàu ngầm Nautilus đang di chuyển về cảng nhà từ Greenland, một chiếc máy bay trực thăng đã làm cầu hàng không kết nối thuyền trưởng Anderson với Washington, D.C. Tại lễ kỷ niệm diễn ra tại Nhà trắng vào ngày 8/8, Tổng thống Eisenhower đã trao tặng cho ông Legion of Merit và tuyên bố thủy thủ đoàn tàu ngầm Nautilus sẽ được trao tặng Presidential Unit Citation.

### Lịch sử hoạt động

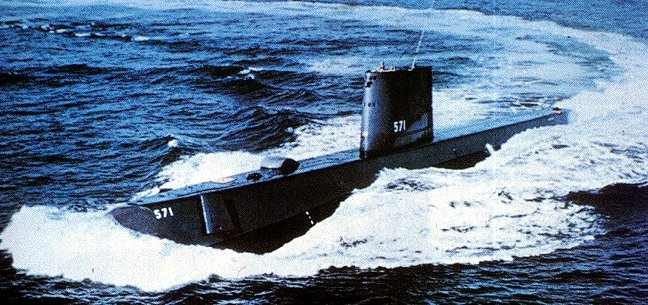
USS Nautilus, k. 1965

Cấu hình tàu ngầm USS Nautilus (SSN-571)

Ngay sau cuộc diễn tập cùng hạm đội vào đầu năm 1959, Nautilus cập bến Xưởng đóng tàu hải quân Portsmouth tại Kittery, Maine, để tiến hành đại tu lần đầu tiên (28/5/1959 – 15/8/1960). Sau khi tiến hành đại tu là đợt huấn luyện và ngày 24/10, nó rời New London và lần đầu tiên gia nhập Hạm đội 6 Hải quân Hoa Kỳ khu vực Địa Trung Hải.
Nautilus dành phần lớn thời gian hoạt động trong thành phần của Hạm đội tàu ngầm số 10 (Submarine Squadron 10) (SUBRON 10) đóng tại New London, Connecticut.
Nautilus chủ yếu hoạt động trên biển Đại Tây Dương, và tham gia nhiều cuộc tập trận để cải thiện khả năng chống tàu ngầm, tham gia tập trận cùng NATO và trong thời gian tháng 10 năm 1962 đã tham gia phong tỏa Cuba. Nó quay trở lại Xưởng đóng tàu hải quân Portsmouth để tiến hành đại tu lần thứ 2 vào ngày 17/1/1964.
Vào ngày 2 tháng 5 năm 1966, Nautilus quay trở lại cảng nhà của mình để tiếp tục hoạt động với Hạm đội Đại Tây Dương, cũng trong tháng 5, nó đã đánh dấu cột mốc di chuyển được tổng cộng 300.000 dặm biển (560.000 km; 350.000 mi). Năm tiếp theo nó tiến hành các hoạt động dưới quyền chỉ huy của ComSubLant và vào tháng 8 năm 1967, nó quay trở lại Portsmouth, lưu tại cảng trong vòng một năm. Trong một cuộc tập trận năm 1966, nó va chạm với tàu sân bay USS Essex (CV-9) vào ngày 10 tháng 11 khi đang lặn ở độ sâu cạn. Sau khi sửa chữa ở Portsmouth, nó tiến hành các cuộc tập trận ngoài khơi biển đông nam. Nó quay trở lại New London vào tháng 12 năm 1968 và hoạt động như một đơn vị của Submarine Squadron 10 trong phần lớn thời gian hoạt động còn lại.
Vào ngày 9 tháng 4 năm 1979, Nautilus khởi hành từ Groton, Connecticut trong chuyến hành trình cuối cùng dưới sự chỉ huy của Richard A. Riddell. Nó tới Nhà máy đóng tàu hải quân đảo Mare (Mare Island Naval Shipyard) tại Vallejo, California vào ngày 26/5/1979 trong chuyến hải trình cuối cùng của mình. USS Nautilus bị loại biên vào ngày 3/3/1980.

### Tiếng ồn
Vào cuối thời gian phục vụ, thân và tháp chỉ huy của tàu ngầm Nautilus có độ rung đủ nhỏ khiến cho sonar không phát hiện được nó khi di chuyển ở tốc độ lớn hơn 4 hải lý trên giờ (7,4 km/h; 4,6 mph). Tiếng ồn từ các tàu ngầm thuộc các thế hệ khác nhau là điểm bất lợi của tàu ngầm, do nó dễ bị sonar phát hiện. Kinh nghiệm từ việc làm giảm tiếng ồn cho tàu ngầm đã được áp dụng cho các tàu ngầm hạt nhân sau này của Hải quân Mỹ.

## Giải thưởng và huy chương
|                                                          |  |                                |
| Presidential Unit Citation with Operation Sunshine clasp |  | National Defense Service Medal |

## Bảo tàng
Nautilus hiện đóng vai trò là bảo tàng lịch sử tàu ngầm do Bộ Tư lệnh Di sản và Lịch sử Hải quân điều hành. Nautilus thu hút khoảng 250.000 du khách hàng năm viếng thăm Căn cứ Tàu ngầm Hải quân tại New London.

### Sources
- Friedman, Norman (1994). U.S. Submarines Since 1945: An Illustrated Design History. Annapolis, Maryland: United States Naval Institute. ISBN 1-55750-260-9.
- Hewlett, Richard; Duncan, Francis (1974). Nuclear Navy 1946-1962. Chicago, Illinois: University of Chicago Press. ISBN 0-226-32219-5.{{Chú thích sách}}:  Quản lý CS1: lỗi ISBN bị bỏ qua (liên kết)

## Link ngoài
- US Navy Submarine Force Museum: Official home of USS Nautilus
- Nautilus Alumni Association  Lưu trữ ngày 18 tháng 1 năm 2021 tại Wayback Machine: Information for former Nautilus crewmembers
- USS Nautilus Lưu trữ ngày 18 tháng 11 năm 2007 tại Wayback Machine: Photos on board the Nuclear Submarine USS Nautilus in Groton, CT
- Bản mẫu:Hnsa: USS Nautilus
- Documents regarding the USS Nautilus (SSN-571) Lưu trữ ngày 5 tháng 9 năm 2015 tại Wayback Machine, Dwight D. Eisenhower Presidential Library
- Đoạn phim A-Sub Epic. Nautilus Pioneers North Pole Seaway, 1958/08/11 (1958)) có sẵn để tải về tại Internet Archive [xem thêm]
- Reagle, Jason (Summer 2009). "The First ICEX: A Historical Journey of USS Nautilus (SSN-571)". Undersea Warfare. U.S. Navy. Bản gốc lưu trữ ngày 4 tháng 4 năm 2010. Truy cập ngày 3 tháng 3 năm 2010.
- Photo gallery of USS Nautilus at NavSource.org
- Old NavSource USS Nautilus Photo gallery
- Bản mẫu:DANFS

Bản mẫu:National Register of Historic Places
Bản mẫu:US state ships
Bản mẫu:Polar exploration
Bản mẫu:ColdwarUSSubmarines